# Liste des tunnels de Bruxelles

## Tunnels routiers
Liste des 26 tunnels routiers de la région de Bruxelles-Capitale :
| Nom                      | Longueur [m] | Année | Commune(s)                     |
| ------------------------ | ------------ | ----- | ------------------------------ |
| Tunnel Annie Cordy       | 2531         | 1986  | Bruxelles, Molenbeek           |
| Tunnel Belliard          | 2143         | 1993  | Bruxelles                      |
| Tunnel Reyers-Centre     | 650          | 1974  | Schaerbeek                     |
| Tunnel Porte de Hal      | 635          | 1983  | Bruxelles                      |
| Tunnel Cinquantenaire    | 628          | 1974  | Etterbeek                      |
| Tunnel Montgomery        | 600          | 1971  | Etterbeek, Woluwe-Saint-Pierre |
| Tunnel Rogier            | 570          | 1957  | Bruxelles                      |
| Tunnel Loi               | 505          | 1968  | Bruxelles                      |
| Tunnel Bailli            | 362          | 1963  | Bruxelles                      |
| Tunnel Stéphanie         | 465          | 1957  | Bruxelles                      |
| Tunnel Louise            | 307          | 1957  | Bruxelles                      |
| Tunnel Trône             | 304          | 1967  | Bruxelles                      |
| Tunnel OTAN              | 260          | 2012  | Bruxelles                      |
| Tunnel Botanique         | 260          | 1957  | Bruxelles                      |
| Tunnel Tervueren         | 206          | 1972  | Woluwe-Saint-Pierre            |
| Tunnel Reyers-Montgomery | 140          | 1974  | Schaerbeek                     |
| Tunnel Woluwe            | 136          | 1979  | Woluwe-Saint-Lambert           |
| Tunnel Reyers-Meiser     | 124          | 1972  | Schaerbeek                     |

## Tunnels ferroviaires
| Nom                                   | Longueur [m] | Année | Commune(s)                             |
| ------------------------------------- | ------------ | ----- | -------------------------------------- |
| Tunnel de la Jonction Nord-Midi       | 6 000        | 1952  | Bruxelles-ville                        |
| Tunnel ferroviaire Mérode-Josaphat    | 2 331        | 1924  | Etterbeek, Schaerbeek                  |
| Jonction ferroviaire Schuman-Josaphat | 1 250        | 2016  | Bruxelles-ville, Schaerbeek            |
| Tunnel ferroviaire du Vivier d'Oie    | 1 063        |       | Ixelles, Uccle                         |
| Tunnel Schuman                        | 970          |       | Bruxelles-ville, Saint-Josse-ten-Noode |
| Tunnel Deschanel                      | 548          |       | Saint-Josse-ten-Noode, Schaerbeek      |
| Tunnel Josaphat                       | 385          |       | Schaerbeek                             |